# قالیباف (گرمسار)
قالیباف (گرمسار)، روستایی از توابع بخش آرادان شهرستان گرمسار در استان سمنان ایران است.

## جمعیت
این روستا در دهستان کهن‌آباد قرار دارد و براساس سرشماری مرکز آمار ایران در سال ۱۳۸۵، جمعیت آن ۳۹ نفر (۱۷خانوار) بوده‌است.